# Liste der Bodendenkmäler in Bergneustadt
Die Liste der Bodendenkmäler in Bergneustadt enthält die denkmalgeschützten unterirdischen baulichen Anlagen, Reste oberirdischer baulicher Anlagen, Zeugnisse tierischen und pflanzlichen Lebens und paläontologischen Reste auf dem Gebiet der Stadt Bergneustadt im Oberbergischen Kreis in Nordrhein-Westfalen (Stand: Januar 2015). Diese Bodendenkmäler sind in Teil B der Denkmalliste der Stadt Bergneustadt eingetragen; Grundlage für die Aufnahme ist das Denkmalschutzgesetz Nordrhein-Westfalen (DSchG NRW).

## Legende
- Bild: zeigt ein Bild des Bodendenkmals
- Bezeichnung: nennt den Namen bzw. die Bezeichnung des Bodendenkmals
- Lage: gibt die Gemarkung, sofern vorhanden auch Straße und Hausnummer des Bodendenkmals sowie die Lage auf einer Karte an
- Beschreibung: liefert weitere Informationen zum Bodendenkmal
- Bauzeit: gibt den Zeitraum der Entstehung an
- Eingetragen seit: gibt das Datum der Eintragung in die Denkmalliste an
- Denkmalnummer: gibt die Nummer des Bodendenkmals, mit der es in der Denkmalliste steht, an

## Liste der Bodendenkmäler in Bergneustadt
| Bild | Bezeichnung  | Lage | Beschreibung | Bauzeit | Eingetragen seit | Denkmal- nummer |
| ---- | ------------ | ---- | ------------ | ------- | ---------------- | --------------- |
|      | Karrengleise |      |              |         |                  |                 |